# High Maintenance
High Maintenance és una sèrie de televisió i comèdia dramàtica d'antologia estatunidenca creada per l'equip format per Ben Sinclair i Katja Blichfeld, que havien estat casats. La sèrie segueix The Guy, un missatger de cànnabis (interpretat per Sinclair), mentre lliura el seu producte als clients del barri de Brooklyn de Nova York. Cada episodi se centra en diferents personatges mentre les seves vides es creuen amb The Guy. La sèrie completa consta de sis sèries web seguides de quatre temporades de televisió, publicades des de novembre de 2012 fins a abril de 2020.
High Maintenance es va estrenar originalment com a sèrie web a Vimeo l'11 de novembre de 2012 i va començar a emetre's com a sèrie de televisió a HBO el 16 de setembre de 2016. La segona temporada d'HBO del programa es va estrenar el 19 de gener de 2018 i la tercera el 20 de gener. 2019. HBO va renovar la sèrie per a una quarta temporada, que es va estrenar el 7 de febrer de 2020. El 14 de gener de 2021, es va confirmar que la sèrie no tornaria per a una cinquena temporada.
High Maintenance ha rebut elogis de la crítica pels seus retrats de l'avorriment, la solitud i la condició humana. Els episodis de la primera temporada "Meth(od)" i "Grandpa" es van col·locar en nombroses llistes de final d'any el 2016, mentre que l'episodi de la segona temporada "Globo" va ser classificat com un dels millors episodis del 2018 per fonts com ara com Time i Variety.

## Estructura
En gran part mancat de trames en sèrie, l'espectacle consta de vinyetes de la vida de diversos novaiorquesos quan entren en contacte directe o indirecte amb The Guy. La sèrie web es va rodar per diversos barris de Brooklyn i ocasionalment Manhattan, i els seus episodis oscil·len entre 5 i 20 minuts de durada. "Alliberats de les limitacions de les fórmules de trenta minuts o d'una hora, els episodis són luxosos, sinuosos i humans, irradien noves idees sobre la narració", va escriure la crítica de televisió Emily Nussbaum en un article per a The New Yorker.
Quan la sèrie es va traslladar a HBO, els seus episodis es van expandir al format de mitja hora. La versió televisiva va continuar la pràctica de la fotografia in situ.

## Repartiment
- Ben Sinclair, el co-creador de la sèrie web, apareix com "The Guy" (anomenat al final com a Rufus Mann), un missatger de lliurament de marihuana.
- Dan Stevens apareix com un guionista de travestis anomenat Colin a l'episodi de la sèrie web "Rachel"[15] i tres episodis de la sèrie HBO.
- Katja Blichfeld apareix com a Becky, l'esposa del personatge de travestis de Dan Stevens, a l'episodi de la sèrie web "Rachel" i quatre episodis de la sèrie HBO. Blichfeld també és el co-creador de la sèrie.
- Rosie Perez apareix com Adriana, l'esposa del personatge de Guillermo Díaz, Arturo, a l'episodi "Proxy" de la temporada 3.
- Guillermo Diaz apareix com Arturo, el marit del personatge de Rosie Pérez, Adriana, a l'episodi "Proxy" de la temporada 3.
- Hannibal Buress apareix com ell mateix als episodis "Jonathan" i "Selfie".
- Abdullah Saeed apareix com Abdullah, un soci temporal de The Guy a la temporada 2.
- Max Jenkins i Heléne Yorke apareixen en diversos episodis com un parell d'odiosos "idiotes" del món de la moda.
- Christopher Caldwell (Bob the Drag Queen) apareix com a Darnell, un addicte en recuperació a "Meth(od)".
- Kate Lyn Sheil apareix com a Jules, l'exdona de The Guy amb qui segueix sent amic.
- Yael Stone apareix com a Beth, una de les clientes de The Guy i una parella romàntica en evolució, una australià peculiar i comercialitzadora de bolets que viu a Bushwick.
- Michael Cyril Creighton apareix com a Patrick, un agorafòbic solitari obsessionat amb Helen Hunt i secretament enamorat de The Guy.
- Gaby Hoffmann apareix com a practicant de ioga i assistent al rave del dia a la temporada 1, episodi 4 ("Tick").
- Lena Dunham apareix com ella mateixa filmant un episodi de Girls a "Selfie".
- Britt Lower apareix com a Lee, un interès amorós per The Guy a la temporada 3.
- Nick Kroll i Rebecca Hall apareixen com ells mateixos a la temporada 4.
- Ira Glass, l'amfitrió i productor de This American Life apareix com ell mateix a la temporada 4.
- Martha Stewart apareix com ella mateixa a la temporada 4.